# Museo marinaro di Camogli
Il museo marinaro "Gio Bono Ferrari" è un sito museale di Camogli, nella città metropolitana di Genova, ubicato nella centrale via Gio Bono Ferrari in prossimità del centro storico.

## La sede e la collezione
Il museo fu ideato e fondato dal camogliese Gio Bono Ferrari nel 1937 e l'intera collezione marinara fu poi donata, nel 1938, al Comune di Camogli, attuale proprietario. Nel 1971 fu spostato nella sua sede attuale assieme al museo archeologico e alla biblioteca civica camogliese.
La collezione, per lo più donata da privati, comprende oggetti legati alla nautica a partire dalla dominazione francese di Napoleone Bonaparte (Repubblica Ligure e Primo Impero francese, dal 1797-1815) fino alla prima guerra mondiale. In varie teche sono esposti cimeli, modellini in scala di velieri e navi, strumenti nautici per la navigazione nonché antiche stampe e dipinti dell'epoca. Uno dei dipinti più antichi è quello raffigurante un pinco del 1790.
Sono inoltre conservati gli antichi manoscritti originali dello statuto della Mutua Assicurazione Marittima Camogliese, fondata nel 1853; nella collezione sono presenti un gran numero di libretti di navigazione, portolani e manuali di nautica di varie epoche. In un'altra sezione sono custoditi oggetti del Risorgimento italiano tra i quali lettere ed oggetti appartenuti a Giuseppe Garibaldi e alla spedizione dei Mille.